# Jindřich Náz
Jindřich Náz (zemřel 1390) byl písařem v královské kuchyni císaře Karla IV. Vlastnil rovněž pozemky v oblasti pražské čtvrti Košíře, na nichž posléze vznikla usedlost Cibulka. Jeho majetkem byla i usedlost, která se nacházela ve Strašnicích, pravděpodobně v místech mezi pozdějšími tamními nemocnicí a krematoriem.